# Omiodes meyricki
Omiodes meyricki là một loài bướm đêm trong họ Crambidae.